# Arachnophaga annulicornis
Arachnophaga annulicornis is een vliesvleugelig insect uit de familie Eupelmidae. De wetenschappelijke naam is voor het eerst geldig gepubliceerd in 1896 door Ashmead als Idoleupelmus annulicornis.